# LED 디스플레이

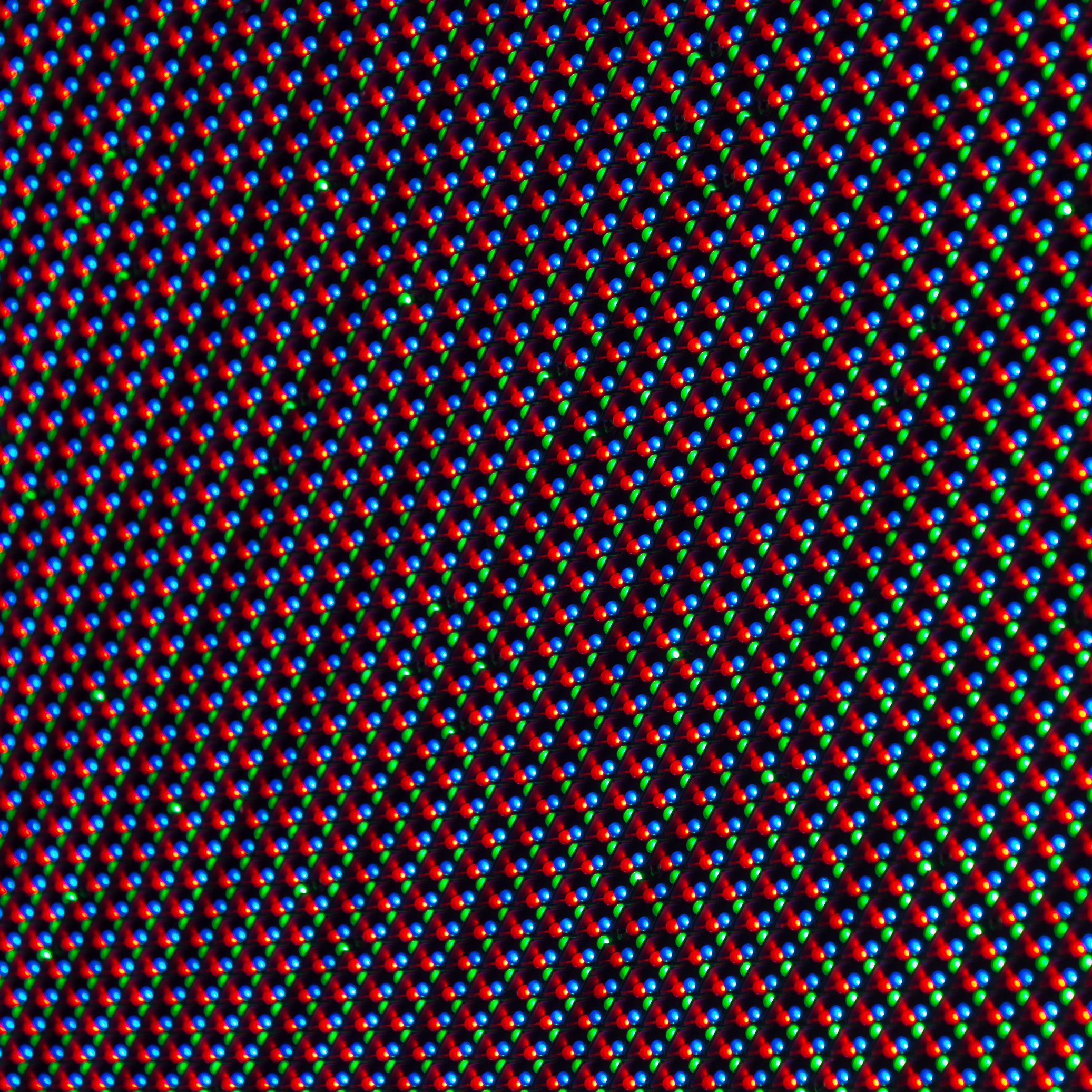
적색, 녹색 및 청색 다이오드 매트릭스가 있는 LED 디스플레이

LED 디스플레이(LED display)는 일련의 발광 다이오드를 비디오 디스플레이의 픽셀로 사용하는 평면 패널 디스플레이이다. 밝기가 밝아서 햇빛 아래서 매장 간판과 광고판을 볼 수 있는 실외에서 사용할 수 있다. 최근에는 대중교통 차량의 목적지 표지판과 고속도로의 가변 메시지 표지판에도 일반적으로 사용된다. LED 디스플레이는 무대 조명이나 기타 장식(정보 제공이 아닌) 목적으로 사용될 때 시각적 디스플레이 외에 일반 조명도 제공할 수 있다. LED 디스플레이는 프로젝터보다 더 높은 명암비를 제공할 수 있으므로 기존 프로젝션 스크린의 대안이며, 중단 없는(개별 디스플레이의 베젤에서 발생하는 눈에 띄는 격자 없이) 대형 비디오 월에 사용할 수 있다. 마이크로LED 디스플레이는 더 작은 LED를 갖춘 LED 디스플레이로, 이는 상당한 개발 과제를 안고 있다.

## 같이 보기
- 유기 발광 다이오드(OLED)
- 능동형 유기 발광 다이오드(AMOLED)